# HD 59219
HD 59219，又名CD-50 2761，SAO 235192、HR 2862，是一颗恒星，视星等为5.1，位于銀經262.72，銀緯-15.63，其B1900.0坐标为赤經7h 23m 47.8s，赤緯-50° -15.63′ 0″。